# Lichomolgella pusilla
Lichomolgella pusilla is een eenoogkreeftjessoort uit de familie van de Lichomolgidae. De wetenschappelijke naam van de soort is voor het eerst geldig gepubliceerd in 1918 door Sars G.O..